# جهاز تجميع
جهاز التجميع هو جهاز تكنولوجي يقوم بالتجميع. ويتم استخدامه أساسًا لتقسيم المُستحلَبات إلى مكوناتها من خلال عدة عمليات، والتي تعمل في الاتجاه المعاكس للمُستحلِب.
ويمكن أن تنقسم أنواع أجهزة التجميع إلى أجهزة ميكانيكية وأجهزة كهروستاتيكية. وتستخدم أجهزة التجميع الميكانيكية المرشحات أو العوازل لتجميع القطرات، بينما تستخدم أجهزة التجميع الكهروستاتيكية الحقول الكهربية ذات التيارات المستمرة أو المترددة (أو مزيج منهما).

## أجهزة التجميع الميكانيكية
في مجال تنقية الهواء المضغوط، يتم استخدام مرشحات التجميع لفصل الماء السائل والنفط من الهواء المضغوط باستخدام تأثير المجمع. وتقوم هذه المرشحات أيضًا بإزالة الجسيمات. وتعد أكثر الوسائل استخدامًا في هذه الحالة هي الألياف الصغيرة من البوروسيليكات.
في حالة النفط والغاز، وقطاعات تكرير النفط والبتروكيماويات، يتم استخدام أجهزة التجميع للسوائل - الغازات بشكل كبير لإزالة الماء والسوائل الهيدروكربونية إلى <0.011 ppmw (plus particulate matter to <0.3 um in size) from natural gas to ensure natural gas quality and protect downstream equipment such as compressors, gas turbines, amine or glycol absorbers, molecular sieves, PSA's, metering stations, mercury guard beds, gas fired heaters or furnaces, heat exchangers or gas-gas purification membranes.
In the Natural Gas industry, gas/liquid coalescers are used for recovery of lube oil downstream of a compressor. All liquids will be removed but lube oil recovery is the primary reason for installing a coalescer on the outlet of a compressor. Liquids from upstream of the compressor, which may include aerosol particles, entrained liquids or large volumes of liquids called "slugs" and which may be water and/or a combination of hydrocarbon liquids should be removed by a filter/coalescing vessel located upstream of the compressor. Efficiencies of gas/liquid coalescers are typically 0.3 Micron liquid particles, with efficiencies to 99.98%.
liquid-liquid coalescers can also be used to separate hydrocarbons from water phases such as oil removal from produced water. كما يتم استخدامها في إزالة الجازولين الحراري (البنزين) من الماء البارد في معمل الإيثيلين، بالرغم من أن هذا التطبيق، قد يؤدي التغيير المستمر للأسطوانات إلى تعرض المشغل إلى خليط الأروماتيات (البنزين والتولوين والزايلين)، ذلك بالإضافة إلى مشاكل التخلص من الأجهزة وتكاليف تشغيلها الباهظة بسبب التبديل المستمر للأسطوانات.

## أجهزة التجميع الكهروستاتيكية
تستخدم أجهزة التجميع الكهروستاتيكية الحقول الكهربية للحث على تجمع القطرات في المستحلبات المكونة من الماء والنفط الخام لزيادة حجم القطرات. إن الاعتماد المربع
لقطر القطرات وفقًا لقانون ستوكس، يؤدي إلى زيادة سرعة الاستقرار وزعزعة استقرار المستحلب. وتنجم الآثار على قطرات الماء من خصائص عازلة مختلفة لقطرات الماء الموصلة
المتفرقة في النفط العازل. وتتميز قطرات الماء بخصائص العزل الثابت أكثر من النفط المحيط. وعلاوة على ذلك، يعتبر الماء المحتوي على ملح ذائب  موصلاً شديد الجودة أيضًا. عندما تتعرض قطرات غير مشحونة لحقل كهربي ذي تيار متردد، يستقطب الحقل القطرات مما يكون حقلاً كهربيًا حول القطرات لمقاومة الحقل الخارجي. وبما أن قطرات الماء تعد موصلاً جيدًا، فستستقر الشحنات الناتجة على السطح. ليس للقطرات مقدار صاف للشحنة ولكن لها جانب موجب وآخر سالب. فبداخل القطرات، تكون قيمة الحقل الكهربي مساوية للصفر. فعندما تقترب قطرتان ثنائيتا الأقطاب مع بعضهما البعض، فستواجه قوة تجاذب القطرتين إلى إحداهما الأخرى حتى يتلاحما.
في مجال إنتاج النفط، يتم خلط الماء الذي تم إنتاجه بشكل مشترك مع النفط في صمامات خانقة ومعدات المعالجة لإنتاج مستحلبات مكونة من ماء ونفط. وتزداد كمية الماء أثناء دورة إنتاج الخزان. ويتزعزع استقرار المستحلبات باستخدام فواصل جاذبة وتزداد معدلات الاستقرار من خلال إضافة الحرارة ومضادات الاستحلاب والحقول الكهربية ذات التيار المتردد. ويؤدي الحقل الكهربي ذو التيار المتردد إلى زيادة القوة الجاذبة بين قطرات الماء وتزيد احتمالية التجميع عند الاتصال. وفقًا لقانون ستوكس، يزداد معدل الاستقرار بشكل متناسب مع مربع قطر القطرة. ومع دعم تجميع القطرات الصغيرة، قد يزداد معدل الاستقرار بشكل كبير. وعادةً ما يقل المحتوى المائي إلى <0.5 vol% if this is the final treatment stage before the crude oil is exported.
Typical electrocoalescers are large settling tanks containing electrodes and operates under laminar-flow conditions with bare electrodes that may be vulnerable to short circuiting. An alternative to this type of coalescer is a flow through pre-coalescer that is installed upstream in a separator tank. In the Compact Electrostatic Coalescer. يتم تجميع القطرات من خلال إضافة حقول كهربية ذات تيارات مترددة (50 - 60 هرتز) إلى مستحلبات خليط الماء والنفط في ظل ظروف تدفق مضطرب. ويزيد الاضطراب من تكرار الاصطدام بين قطرات الماء. ويتم عزل الأقطاب الكهربية لتجنب حدوث الدارات القصيرة وللسماح بوجود محتويات الماء بما يزيد عن 40% بالإضافة إلى رخويات الماء. فالجهاز عبارة عن قسم منفصل للمعالجة الكهروستاتيكية يتم تركيبه في الجزء العلوي لفاصل الجاذبية من أجل تحسين الأداء. ومن خلال الحفاظ على الفصل بين أقسام المعالجة والاستقرار، يمكن الحصول على أداة تجميع كهروستاتيكية والتي يمكن أيضًا تعديلها.
ويتم أيضًا استخدام أدوات التجميع للسوائل بشكل كبير في قطاع تكرير النفط لإزالة الآثار المتبقية من الملوثات مثل مشتقات الأمين والمواد الكاوية من المنتجات الوسيطة في مكررات النفط، كما يتم استخدامها في المرحلة الأخيرة من تجفيف المنتجات النهائية مثل الكيروسين (وقود الطائرات) والغاز النفطي المسال والجازولين والديزل إلى <15 جزءًا من المليون من الماء الحر في المرحلة الهيدروكربونية. غالبًا ما تكون أجهزة التجميع هذه من النوع الكهروستاتيكي، حيث يحفز حقل كهربي ذو تيار مستمر عملية تجميع قطرات الماء وبالتالي استقرارها بسبب الجاذبية.